# Плимът (Масачузетс)
Вижте пояснителната страница за други значения на Плимът.
Плимът (на английски: Plymouth, произнася се ˈplɪməθ) е град в Масачузетс, Съединени американски щати. Той е административен център на окръг Плимът, заедно с град Броктън. Намира се на брега на Атлантическия океан. Населението му е 59 885 души (по приблизителна оценка от 2017 г.).

## Личности
Родени
- Дейв Фаръл (р. 1977), музикант

## Побратимени градове
- Плимът, Англия
- Шишигашима, Япония